# 17e cérémonie des Chlotrudis Awards
La 17e cérémonie des Chlotrudis Awards, décernés par la Chlotrudis Society for Independent Film, a eu lieu le 20 mars 2011 et a récompensé les meilleurs films indépendants de l'année précédente.

## Palmarès

### Meilleur film
- Winter's Bone – Réal. : Debra Granik
  - J'ai tué ma mère – Réal. : Xavier Dolan
  - Rendez-vous l'été prochain (Jack Goes Boating) – Réal. : Philip Seymour Hoffman
  - Le Discours d'un roi (The King's Speech) – Réal. : Tom Hooper
  - Mother (마더) – Réal. : Bong Joon-ho
  - Contracorriente – Réal. : Javier Fuentes-León

### Meilleur réalisateur
- Debra Granik pour Winter's Bone
  - Banksy pour Faites le mur ! (Exit Through the Gift Shop)
  - Bong Joon-ho pour Mother (마더)
  - Tze Chun pour Children of Invention (en)
  - Xavier Dolan pour J'ai tué ma mère
  - John Cameron Mitchell pour Rabbit Hole

### Meilleur acteur
(ex æquo)
- Ryan Gosling pour le rôle de Dean dans Blue Valentine
- Philip Seymour Hoffman pour le rôle de Jack dans Rendez-vous l'été prochain (Jack Goes Boating)
  - Vincent Cassel pour le rôle de Jacques Mesrine dans Mesrine : L'Instinct de mort
  - Colin Firth pour le rôle du roi George VI dans Le Discours d'un roi (The King's Speech)
  - Anthony Mackie pour le rôle de Marcus Washington dans Night Catches Us
  - Alexander Siddig pour le rôle de Tareq Khalifa dans Cairo Time

### Meilleure actrice
- Kim Hye-ja pour le rôle de la mère dans Mother (마더)
  - Anne Dorval pour le rôle de Chantale Lemming dans J'ai tué ma mère
  - Katie Jarvis pour le rôle de Mia Williams dans Fish Tank
  - Jennifer Lawrence pour le rôle de Ree Dolly dans Winter's Bone
  - Paprika Steen pour le rôle de Thea Barfoed dans Applause (Applaus)

### Meilleur acteur dans un second rôle
- Geoffrey Rush pour le rôle du Dr Lionel Logue dans Le Discours d'un roi (The King's Speech)
  - Michael Fassbender pour le rôle de Connor dans Fish Tank
  - John Hawkes pour le rôle de Teardrop dans Winter's Bone
  - John Ortiz pour le rôle de Clyde dans Rendez-vous l'été prochain (Jack Goes Boating)
  - Miles Teller pour le rôle de Jason dans Rabbit Hole

### Meilleure actrice dans un second rôle
- Jacki Weaver pour le rôle de Janine 'Smurf' Cody dans Animal Kingdom
  - Dale Dickey pour le rôle de Chantale Lemming dans Winter's Bone
  - Sissy Spacek pour le rôle de Mia Williams dans Le Grand Jour (Get Low)
  - Kierston Wareing pour le rôle de Ree Dolly dans Fish Tank
  - Dianne Wiest pour le rôle de Thea Barfoed dans Rabbit Hole

### Meilleure distribution
- Tout va bien ! The Kids Are All Right (The Kids Are All Right)
  - Animal Kingdom
  - Down Terrace
  - Rendez-vous l'été prochain (Jack Goes Boating)
  - Micmacs à tire-larigot
  - La Beauté du geste (Please Give)

### Meilleur scénario original
- Mother (마더) – Park Eun-kyo et Bong Joon-ho
  - Animal Kingdom – David Michôd
  - Everyone Else (Alle Anderen) – Maren Ade
  - J'ai tué ma mère – Xavier Dolan
  - Le Discours d'un roi (The King's Speech) – David Seidler
  - Night Catches Us – Tanya Hamilton

### Meilleur scénario adapté
- Winter's Bone – Debra Granik et Anne Rosellini
  - Fair Game – Jez Butterworth et John Butterworth
  - The Ghost Writer – Robert Harris et Roman Polanski
  - Millénium (Män som hatar kvinnor) – Rasmus Heisterberg et Nikolaj Arcel
  - Rabbit Hole – David Lindsay-Abaire

### Meilleurs décors
- Amore (Io sono l'amore)
  - Bunny and the Bull
  - Le Discours d’un roi (The King's Speech)
  - Micmacs à tire-larigot
  - Brendan et le Secret de Kells (The Secret of Kells)
  - Winter's Bone

### Meilleure photographie
- Winter's Bone – Michael McDonough
  - Chloé (Chloe) – Paul Sarossy
  - Le Grand Jour (Get Low) – David Boyd
  - L'Enfer d'Henri-Georges Clouzot – Jérôme Krumenacker et Irina Lubtchansky
  - Amore (Io sono l'amore) – Yorick Le Saux
  - Contracorriente – Mauricio Vidal

### Buried Treasure
- Canine (Κυνόδοντας)
  - Down Terrace
  - Mary et Max (Mary and Max)
  - Mine
  - Les Vies privées de Pippa Lee (The Private Lives of Pippa Lee)
  - Terribly Happy (Frygtelig lykkelig)

### Meilleur film documentaire
- Marwencol
  - The Art of the Steal
  - Faites le mur ! (Exit Through the Gift Shop)
  - Inside Job
  - Joan Rivers: A Piece of Work
  - Prodigal Sons

### Career So Far Award
- Larry Fessenden

### Cat's Meow
- Gerald Peary et Amy Geller